# UFC Fight Night: Лопес vs. Силва
UFC Fight Night: Lopes vs. Silva (также известный как UFC Fight Night 259 и Noche UFC 3 и UFC on ESPN+ 117) — планируемый турнир по смешанным единоборствам, организованный Ultimate Fighting Championship, который должен состояться 13 сентября 2025 года на спортивной арене «Frost Bank Center» в городе Сан-Антонио, штат Техас, США.

## Подготовка турнира
Турнир станет четвёртым визитом организации в Сан-Антонио после того, как в последний раз здесь был проведён турнир UFC on ESPN: Вера vs. Сэндхэген в марте 2023 года.
Это также будет третье ежегодное мероприятие «Noche UFC», посвященное Дню независимости Мексики, после UFC Fight Night: Грассо vs. Шевченко 2 в сентябре 2023 года и UFC 306 в сентябре 2024 года. Первоначально предполагалось, что оно пройдет в городе Гвадалахара, Мексика, и будет называться UFC 320, но организаторы перенесли его на территорию США в Сан-Антонио (а также изменили формат на Fight Night) из-за остановки строительства спортивной арены «Arena Guadalajara», на которой он изначально планировался.

### Главные события турнира
В качестве главного события турнира был запланирован бой в полулегком весе, в котором встретятся бывший претендент на титул чемпиона UFC в полулегком весе проживающий в Мексике бразильский боец Диегу Лопес (#2 в рейтинге) и бразильский проспект Жеан Силва (#10 в рейтинге).

### Анонсированные бои
| Бой | Весовая категория    | Участники боёв и их статистика перед боем (рекорд ММА / рекорд UFC / серия) | Участники боёв и их статистика перед боем (рекорд ММА / рекорд UFC / серия) | Участники боёв и их статистика перед боем (рекорд ММА / рекорд UFC / серия) | Участники боёв и их статистика перед боем (рекорд ММА / рекорд UFC / серия) | Участники боёв и их статистика перед боем (рекорд ММА / рекорд UFC / серия) | Участники боёв и их статистика перед боем (рекорд ММА / рекорд UFC / серия) | Участники боёв и их статистика перед боем (рекорд ММА / рекорд UFC / серия) | Участники боёв и их статистика перед боем (рекорд ММА / рекорд UFC / серия) | Участники боёв и их статистика перед боем (рекорд ММА / рекорд UFC / серия) | Участники боёв и их статистика перед боем (рекорд ММА / рекорд UFC / серия) | Участники боёв и их статистика перед боем (рекорд ММА / рекорд UFC / серия) | Участники боёв и их статистика перед боем (рекорд ММА / рекорд UFC / серия) |
| |                      | Главный кард (Main Card, ESPN+)                                             |                                                                             |                                                                             |                                                                             |                                                                             |                                                                             |                                                                             |                                                                             |                                                                             |                                                                             |                                                                             |                                                                             |
| 1 | Полулёгкий вес       | Диегу Лопес (Diego Lopes)                                                   | #2, CS                                                                      | 26-7                                                                        | 5-2                                                                         | -1                                                                          | vs.                                                                         | Жеан Силва (Jean Silva)                                                     | #10, CS                                                                     | 16-2                                                                        | 5-0                                                                         | +13                                                                         | [ 5 ]                                                                       |
| 2 | Жен. минимальный вес | Татьяна Суарес (Tatiana Suarez)                                             | #2 (1), ехП, TUFW                                                           | 10-1                                                                        | 7-1                                                                         | -1                                                                          | vs.                                                                         | Аманда Лемус (Amanda Lemos)                                                 | #4 (3), ехП                                                                 | 15-4-1                                                                      | 9-4                                                                         | +1                                                                          | [ 6 ]                                                                       |
| 3 | Лёгкий вес           | Рафа Гарсия (Rafa Garcia)                                                   |                                                                             | 17-4                                                                        | 5-4                                                                         | +1                                                                          | vs.                                                                         | Джаред Гордон (Jared Gordon)                                                |                                                                             | 21-7 (1)                                                                    | 9-6 (1)                                                                     | +1                                                                          | [ 7 ]                                                                       |
| 4 | Наилегчайший вес     | Олден Кория (Alden Coria)▲                                                  | д                                                                           | 10-3 (1)                                                                    | -                                                                           | +3                                                                          | vs.                                                                         | Алессандру Коста (Alessandro Costa)                                         | CS                                                                          | 14-4                                                                        | 2-2                                                                         | +1                                                                          | [ 8 ]                                                                       |
| 5 | Жен. легчайший вес   | Ракель Пеннинтон (Raquel Pennington)                                        | #2, exЧ, TUF                                                                | 16-9                                                                        | 13-6                                                                        | -1                                                                          | vs.                                                                         | Норма Думонт (Norma Dumont)                                                 | #4                                                                          | 12-2                                                                        | 8-2                                                                         | +5                                                                          | [ 9 ]                                                                       |
| |                      | Предварительный кард (Prelims, ESPN+)                                       |                                                                             |                                                                             |                                                                             |                                                                             |                                                                             |                                                                             |                                                                             |                                                                             |                                                                             |                                                                             |                                                                             |
| 6 | Средний вес          | Хосе Медина (Jose Medina)                                                   | CS                                                                          | 11-5                                                                        | 0-2                                                                         | -3                                                                          | vs.                                                                         | Душко Тодорович (Duško Todorović)                                           | CS                                                                          | 12-6                                                                        | 3-6                                                                         | -3                                                                          | [ 10 ]                                                                      |
| 7 | Лёгкий вес           | Клаудио Пуэльес (Claudio Puelles)                                           | TUF                                                                         | 12-4                                                                        | 5-3                                                                         | -2                                                                          | vs.                                                                         | Жуакин Силва (Joaquim Silva)                                                | TUF                                                                         | 13-5                                                                        | 6-5                                                                         | -1                                                                          | [ 11 ]                                                                      |
| 8 | Средний вес          | Зак Рис (Zach Reese)                                                        | CS                                                                          | 9-2                                                                         | 3-2                                                                         | +1                                                                          | vs.                                                                         | Седрик Дюма (Sedriques Dumas)                                               | CS                                                                          | 10-3                                                                        | 3-3                                                                         | -1                                                                          | [ 12 ]                                                                      |
| 9 | Наилегчайший вес     | Хесус Агилар (Jesus Aguilar)                                                | CS                                                                          | 11-3                                                                        | 3-2                                                                         | -1                                                                          | vs.                                                                         | Луис Гуруле (Luis Gurule)                                                   | CS                                                                          | 10-1                                                                        | 0-1                                                                         | -1                                                                          | [ 13 ]                                                                      |
| 10 | Жен. легчайший вес   | Монсеррат Рендон (Montserrat Rendon)                                        |                                                                             | 6-1                                                                         | 1-1                                                                         | -1                                                                          | vs.                                                                         | Алиси Перейра (Alice Pereira)                                               | д                                                                           | 5-0                                                                         | -                                                                           | +5                                                                          | [ 14 ]                                                                      |
| 11 | Легчайший вес        | Дэвид Мартинес (David Martinez)                                             | CS                                                                          | 12-1                                                                        | 1-0                                                                         | +8                                                                          | vs.                                                                         | Карлос Вера (Carlos Vera)                                                   | TUF                                                                         | 12-4                                                                        | 1-1                                                                         | +1                                                                          | [ 15 ]                                                                      |
| |                      | Отменённые бои                                                              |                                                                             |                                                                             |                                                                             |                                                                             |                                                                             |                                                                             |                                                                             |                                                                             |                                                                             |                                                                             |                                                                             |
| | Наилегчайший вес     | Эдгар Чайрес (Édgar Cháirez)▼                                               | CS                                                                          | 12-6 (1)                                                                    | 2-2 (1)                                                                     | +1                                                                          | vs.                                                                         | Алессандру Коста (Alessandro Costa)                                         | CS                                                                          | 14-4                                                                        | 2-2                                                                         | +1                                                                          | [ 16 ]                                                                      |
| Условные обозначения: #5 (1) — текущее (лучшее) место бойца в рейтинге, exЧ(В) — бывший чемпион (временный), exП(В) — бывший претендент на титул чемпиона (временного), exТ(3) — боец входил в рейтинг Топ-15 (лучшее место в рейтинге), д — дебютант, CS — боец участвовал в Претендентской серии Дэйны Уайта, R2U — боец участвовал в шоу Road To UFC, TUF — боец участвовал в шоу The Ultimate Fighter, TUFW — боец являлся победителем The Ultimate Fighter, WEC/SF — боец выступал в WEC или Strikeforce до объединения этих организаций с UFC. |                      |                                                                             |                                                                             |                                                                             |                                                                             |                                                                             |                                                                             |                                                                             |                                                                             |                                                                             |                                                                             |                                                                             |                                                                             |